# Rhonda Ganz
Rhonda Ganz é uma poetisa e ilustradora canadiana de Victoria, Colúmbia Britânica, cuja colecção de poesia de estreia Frequent, Small Loads of Laundry ganhou o Prémio ReLit de poesia em 2018.
O livro também foi seleccionado para o Prémio de Poesia Dorothy Livesay em 2018.